# Наали, Саймон Роберт
Саймон Роберт Наали (суахили Simon Robert Naali; 9 марта 1966, Хананг, Танзания — 13 августа 1994, Моши, Килиманджаро, Танзания) — танзанийский легкоатлет, специализировался в беге на длинные дистанции. Бронзовый призёр Игр Содружества 1990 года в марафонском беге.

## Биография
Брат марафонца Фрэнсиса Роберта Наали. Работал полицейским. Профессионально занимался спортом. Был многократным победителем марафона в Гонолулу, Стокгольмского марафона, участвовал в нескольких крупных марафонах мира.
Финишировал одиннадцатым на чемпионате мира по лёгкой атлетике 1993 года с результатом 2:19:30. В 1990 году выиграл бронзовую медаль на Играх Содружества с результатом 2:10:38.
Участвовал в летних Олимпийских играх 1992 года, где не дошёл до финиша.
Умер в 1994 году в возрасте 28 лет в Моши, Килиманджаро от травм, полученных в результате дорожно-транспортного происшествия в Танзании.